# Gernstl unterwegs
Gernstl unterwegs war eine preisgekrönte Reise-Reportagereihe für den Bayerischen Rundfunk, deren Hauptprotagonist und Namensgeber der BR-Journalist und Dokumentarfilmer Franz Xaver Gernstl war. Die Reihe war von 1983 bis 2024 mehr als 40 Jahre lang im Bayerischen Fernsehen zu sehen und wurde von Gernstls Produktionsfirma Megaherz Film und Fernsehen produziert. Im Dezember 2024 wurde bekannt, dass die Sendereihe aufgrund einer Entscheidung des Bayerischen Rundfunks im Jahr 2025 nicht mehr fortgesetzt wird.

## Konzept
Das Besondere an den Reportagen des Münchner Dokumentarfilmers Franz Xaver Gernstl besteht in ihrer Spontaneität. Oft willkürlich und meist ungeplant geht Gernstl auf Menschen zu. Er bringt die Leute zum Reden, ohne selbst viele Worte zu verlieren. Er spricht mit Originalen, unerkannten Philosophen, Weltverbesserern und „ganz normalen Leuten“. Zusammengenommen interviewte Gernstl in dieser Sendereihe mehr als zweitausend Menschen (BR, siehe unten). Eine weitere Besonderheit der Filmreihe besteht darin, dass Gernstl in seinen Reportagen sowohl als Produzent und Regisseur als auch als Moderator fungiert. Er dreht die Filme zusammen mit dem Kameramann Hans Peter Fischer und dem Tonmann Stefan Ravasz.
Insgesamt wurden bisher ca. 120 Sendungen mit ca. 100 Stunden Programm produziert. Die einzelnen Episoden sind meist 45 Minuten lang, werden aber auch in 30- oder 15-minütige Fassungen unterteilt.

## Auszeichnungen
- 1992 – Grimme-Preis für Buch und Regie von 51° Nord – Deutschland querdurch
- 2000 – Grimme-Preis für Gernstl unterwegs
- 2001 – Bayerischer Fernsehpreis für Gernstl unterwegs
- 2007 – Kulturpreis Bayern (Sonderpreis)

## Grad-Wanderungen

### 10° östlicher Länge – Schnurstracks durch die Republik
Es begann 1983 mit neun Folgen unter dem Titel 10° östlicher Länge für die ARD. Gernstl und seine Mannschaft fuhren den Längengrad von Süden nach Norden in Deutschland entlang auf der Suche nach „Menschen, die wissen wie man richtig lebt“ (Gernstls O-Ton). Die Reise begann im Allgäu und endete an der Ostsee.
1. Oberstaufen – Leutkirch
2. Schloss Weihen – Schwäbische Alb
3. Crailsheim – Creglingen
4. Oberndorf (bei Weikersheim) – Würzburg
5. Hammelburg – Bischofsheim
6. Wildflecken – Schloss Wolfsbrunnen
7. Schloss Wolfsbrunnen – Höckelheim
8. Northeim – Hildesheim
9. Hildesheim – Hamburg / St. Pauli
10. Hamburg – Hasselberg/Ostsee

### 51° Nord – Deutschland querdurch
Weiter ging es 1989 mit der Reihe 51° Nord – Deutschland querdurch. In elf Folgen (à 30 Minuten) bereiste das Trio nach dem Mauerfall den 51. Breitengrad, von der holländischen bis zur polnischen Grenze. Eine besondere Begegnung hatte Gernstl mit einem geistig behinderten Jungen aus Gotha, der ihn mit nach Hause zu seiner Familie einlud.
Diese Reise wiederholte er 25 Jahre später (Ende 2014) erneut, um zu erfahren, wie sich Land und Leute, insbesondere im Osten Deutschlands nach der Wende verändert haben. In Einzelfällen traf er gar die gleichen Menschen wie bereits 1989.

## Gernstl unterwegs
Seit 1996 tragen die Reportagen von Franz Xaver Gernstl den Titel Gernstl unterwegs.

### Rund um Bayern
1996 machte Gernstl mit seinem Kamerateam eine Reise entlang der bayerischen Grenze. Die 2.735 km lange Reise wurde durch kurze Abstecher nach Baden-Württemberg, Hessen, Tschechien und Österreich abgerundet. Die einzelnen Sendungen waren damals 120 Minuten lang.
1. Lindau bis Kufstein
2. Chiemgau bis Bayerischer Wald
3. Bayerischer Wald bis Oberpfälzer Wald
4. Oberfranken bis Unterfranken
5. Hessen bis Baden-Württemberg
6. Nördlingen bis Lindau

### Entlang an der B 2
Von 2000 bis 2002 reiste Gernstl mit seinem kleinen Kamerateam entlang der Bundesstraße 2. Von der österreichischen Grenze im Süden Bayerns ging es weiter über das Vogtland bis an die Grenze zu Polen:
1. Mittenwald bis München
2. München bis Altmühltal
3. Pappenheim bis Gunzenhausen
4. Spalt bis Nürnberg
5. Pegnitz bis Münchberg
6. Weißenstadt bis Hof
7. Schleiz (Thüringen) bis Zeitz (Sachsen-Anhalt)
8. Leipzig bis Kemberg und Dübener Heide

### Gernstl in den Alpen
2003/2004 reiste Franz X. Gernstl in 10 Folgen (à 45 Minuten) durch die Alpen in Bayern, Österreich, der Schweiz und Südtirol. Die zurückgelegte Strecke betrug 1.254 km.
1. Vom Tegernsee ins Zillertal
2. Rund um die Kitzbüheler Alpen
3. Von Wörgl nach Innsbruck
4. Vom Ötztal nach Landeck
5. Im Engadin
6. Von St. Moritz nach Südtirol
7. In Südtirol
8. Von Osttirol nach Kärnten
9. In Kärnten
10. Rund um den Dachstein

### Gernstls Deutschlandreise
2007/2008 entstand Gernstls Deutschlandreise in 15 Folgen à 45 Minuten. Sie führte rund um Deutschland mit Abstechern in die Nachbarländer.
1. Von Sylt zur Elbe
2. Vom Jadebusen nach Holland
3. Vom Niederrhein zum Selfkant
4. Von Ostbelgien zur Mosel
5. Im Saarland
6. Im Schwarzwald
7. Von Basel zum Bodensee
8. Vom Bodensee ins Inntal
9. Vom Chiemgau nach Altötting
10. Von Niederbayern nach Tschechien
11. Vom Vogtland in die Sächsische Schweiz
12. Entlang der Neiße
13. An der Oder
14. An der Ostsee
15. Von der Ostsee zur Nordsee

### Gernstl unterwegs · Sieben mal Bayern
In dieser Staffel nahm sich das Filmtrio rund um Gernstl die sieben bayerischen Regierungsbezirke vor (7 Folgen à 45 Minuten). Gernstl, Fischer und Ravasz wollten herausfinden, was die Volksstämme in Bayern verbindet und was sie unterscheidet.
1. Oberfranken
2. Unterfranken
3. Mittelfranken
4. Schwaben
5. Oberbayern
6. Niederbayern
7. Oberpfalz

### Gernstls kulinarische Ermittlungen
Drei Episoden, 2013 erstmals im BR ausgestrahlt
1. Mallorca
2. Schweden
3. Veneto

### Gernstls Zeitreisen
30 Jahre nach der ersten Durchquerung Deutschlands geht das Team auf Erkundung, was aus den damals interviewten Menschen geworden ist. Bisher sind von Gernstls Zeitreisen 9 Folgen in drei Staffeln gesendet worden.:

#### Staffel 1
Zunächst besuchen Gernstl und sein Team Protagonisten aus den Sendungen, die sie 1983 im Rahmen der Sendereihe 10° östlicher Länge schon einmal getroffen haben.
- Vom Allgäu bis zum Taubergrund, erstmals ausgestrahlt am 1. Januar 2014
- Von Würzburg ins Werratal, erstmals ausgestrahlt am 2. Januar 2014
- Von Northeim an die Ostsee, erstmals ausgestrahlt am 3. Januar 2014

#### Staffel 2
In der 2. Staffel besucht das Gernstl-Trio Menschen, die 1989 in der Sendereihe 51° Nord zu sehen waren.
- Vom Selfkant ins Bergische Land, erstmals ausgestrahlt am 29. Dezember 2014
- In den neuen Bundesländern, erstmals ausgestrahlt am 30. Dezember 2014

#### Staffel 3
- Rund um Bayern Teil 1, erstmals ausgestrahlt am 25. Dezember 2015
- Rund um Bayern Teil 2, erstmals ausgestrahlt am 26. Dezember 2015
- Rund um Bayern Teil 3, erstmals ausgestrahlt am 4. Januar 2016
- Rund um Bayern Teil 4, erstmals ausgestrahlt am 5. Januar 2016

### Gernstl unterwegs – Wo sind die Bayern?
In den beiden Staffeln Gernstl unterwegs – Wo sind die Bayern? besucht Gernstl bayerische Auswanderer und Exilbayern, von denen jeweils drei Folgen zum Jahreswechsel 2016/2017 und zum Jahreswechsel 2017/2018 im BR Fernsehen erstausgestrahlt wurden.

#### Staffel 1
- Gernstl in San Francisco (Erstausstrahlung am 26. Dezember 2016)[8]
- Gernstl in Los Angeles (Erstausstrahlung am 25. Dezember 2016)[9]
- Gernstl in New York (Erstausstrahlung am 27. Dezember 2016)[10]

#### Staffel 2
- Gernstl in Rom (Erstausstrahlung am 25. Dezember 2017)[11]
- Gernstl in Holland (Erstausstrahlung am 26. Dezember 2017)[12]
- Gernstl in Irland (Erstausstrahlung am 1. Januar 2018)[13]

### Gernstl unterwegs – In der Mitte Bayerns, im Gäuboden und im Chiemgau
Nachdem Gernstl in der vorangegangenen Staffel Exilbayern im Ausland besucht hatte, blickt er in der nächsten Staffel wieder von der Heimat auf die bayerische Seele. Zum Jahreswechsel 2018/2019 wurden die drei neuen Folgen im BR Fernsehen erstausgestrahlt:
- Gernstl unterwegs – In der Mitte Bayerns (Erstausstrahlung am 25. Dezember 2018)[14]
- Gernstl unterwegs – Im Gäuboden und im Bayerischen Wald (Erstausstrahlung am 26. Dezember 2018)[15]
- Gernstl unterwegs – Im Chiemgau (Erstausstrahlung am 1. Januar 2019)[16]

### Gernstl unterwegs in den Süden
Gernstl fuhr mit seinem Team im roten Bus in drei Etappen über den Brenner und die Dolomiten bis zum Gardasee. Die drei Folgen wurden zum Jahreswechsel 2019/2020 im BR Fernsehen gesendet:
- Vom Zillertal zum Brenner (25. Dezember 2019)[17]
- Vom Brenner zum Kalterer See (26. Dezember 2019)[18]
- Von den Dolomiten zum Gardasee (1. Januar 2020)[19]

### Gernstl unterwegs an der Donau
Gernstl fuhr mit seinem Team im roten Bus entlang der Donau von der Donauquelle bis nach Wien. Die drei Folgen wurden zu Weihnachten 2020 im BR Fernsehen gesendet:
- Von der Quelle bis nach Regensburg (25. Dezember 2020)[20]
- Von Niederbayern bis in die Wachau (26. Dezember 2020)[21]
- Von Niederösterreich nach Wien (27. Dezember 2020)[22]

### Gernstl unterwegs zum Matterhorn
Gernstl fuhr mit seinem Team im roten Bus vom Bodensee quer durch die Zentralschweiz bis zum Matterhorn. Die drei Folgen wurden zum Jahreswechsel 2021/22 im BR Fernsehen gesendet:
- Vom Bodensee Richtung Zürich (25. Dezember 2021)[23]
- Von Zürich zum Brienzer See (26. Dezember 2021)[24]
- Vom Furkapass nach Zermatt (1. Januar 2022)[25]

### Gernstl unterwegs nach Jesolo
Gernstl fuhr mit seinem Team im roten Bus vom oberösterreichischen Mondsee über Kärnten und Triest bis nach Jesolo an der italienischen Adria. Die drei Folgen wurden zum Jahreswechsel 2022/23 im BR Fernsehen gesendet:
- Vom Mondsee nach Kärnten (25. Dezember 2022)[26]
- Von Kärnten nach Triest (26. Dezember 2022)[27]
- An der Adria (1. Januar 2023)[28]

### Call a Gernstl
Zum 40-jährigen Jubiläum der Sendung Gernstl unterwegs startete der Bayerische Rundfunk eine Zuschaueraktion namens Call a Gernstl, bei welcher sich Menschen aus Bayern für einen Besuch von Gernstl mit seinem Team bewerben konnten. Anstatt durch die Gegend zu fahren und zufällige Begegnungen zu dokumentieren, wie es in den bisherigen Folgen der Fall war, wählte das Team für diese Staffel gezielt originelle Bewerber aus ganz Bayern aus, die dann von Gernstl besucht wurden. Daraus entstanden zwei Folgen, die zum Jahreswechsel 2023/24 im BR Fernsehen gesendet wurden:
- Call a Gernstl · Von Schneckenköniginnen und Digital-Hippies (25. Dezember 2023)[29]
- Call a Gernstl · Von Zither-Virtuosen und Kettensägen-Ladies (26. Dezember 2023)[30]

### Gernstl unterwegs – Gernstl sagt Servus!
Nach über 42 Jahren Zusammenarbeit entschied der Bayerische Rundfunk 2024, keine weiteren Folgen von Gernstl unterwegs zu beauftragen. Zum Jahreswechsel 2024/25 wurden daher die letzten beiden Neuproduktionen ausgestrahlt, in denen Franz Xaver Gernstl mit seinem Team sowohl private Besuche von Bekannten und Protagonisten früherer Folgen machte, als auch Zufallsbegegnungen hatte in Orten Bayerns, in denen das Team bisher nicht unterwegs war.
- Von Meerjungfrauen und Globetrottern (25. Dezember 2024)[31]
- Von Kochsünden und Luftschlössern (26. Dezember 2024)[32]

Zum Abschluss strahlte das BR Fernsehen am 30. Dezember 2024 in TV-Erstausstrahlung den 90-minütigen Kino-Dokumentarfilm aus dem Jahr 2023 Gernstls Reisen – Auf der Suche nach irgendwas aus, der zum 40-jährigen Jubiläum der Reihe Gernstl unterwegs entstanden ist und auch einen Blick hinter die Kulissen der Reihe ermöglichte.

## Separate Specials
Zu bestimmten Ereignissen oder zu besonders interessanten Orten dreht Gernstl Sondersendungen, wie
- 2001 – Die Landshuter und ihre Hochzeit (135 Min.)
- 2002 – Gernstl am Chiemsee (75 Min.)
- 2002 – Gernstl im Königswinkel (75 Min.)
- 2002 – Gernstl in Regensburg (60 Min.)
- 2004 – Ein Bayer fragt sich durch (30 Min.)
- 2006 – Gernstl in Istanbul (2 × 45 Min.)
- 2006 – Gernstl in Wien (45 Min.)
- 2006 – Gernstl in Nürnberg (45 Min.)
- 2006 – Gernstl in München (45 Min.)
- 2008 – Gernstls Grenzgeschichten (90 Min.)
- 2012 – Gernstl in Griechenland (2× 45 Min.)
- 2014 – Gernstl in Israel (2× 45 Min.)
- 2020 – Gernstl unterwegs in der Krise (45 Min. Special zur Corona-Krise, in weiten Teilen ist sein Sohn Jonas Gernstl in Bayern unterwegs, während Franz Xaver Gernstl von zu Hause aus berichtet)[34]

## Kinofilme

### Gernstls Reisen · Auf der Suche nach dem Glück
Ausgewählte Episoden der Reihe wurden im Jahr 2005 unter dem Titel Gernstls Reisen · Auf der Suche nach dem Glück zu einem 90-minütigen Kinofilm verarbeitet. Gernstls Reisen ist ein anrührender und emotionaler Film über Deutschland und seine Bewohner.
In einer Filmkritik heißt es: „Drei Freunde reisen in einem VW-Bus durch Deutschland, Österreich, die Schweiz und Südtirol. Der eine hat eine Kamera, der zweite ein Mikrophon und der dritte das Talent, schlicht zuzuhören. Ihren Zielen begegnen sie unterwegs meist zufällig: Menschen. Keine bestimmten, keine berühmten, keine berüchtigten, sondern schlicht jene Menschen, die ein wenig oder auch mehr davon erzählen, was sie treiben und was sie umtreibt. Und bei Zeiten blitzt etwas von dem durch, was allgemein als Glück bezeichnet wird.“

### Gernstls Reisen – Auf der Suche nach irgendwas
Im Jahr 2023 feierte Franz Xaver Gernstl zusammen mit seinem Kameramann Hans-Peter Fischer und seinem Tonmann Stefan Ravasz das 40-jährige Jubiläum seiner Dokumentarfilmreihe Gernstl unterwegs.
Aus diesem Anlass entstand ein zweiter 90-minütiger Kinofilm mit dem Titel Gernstls Reisen – Auf der Suche nach irgendwas, der die vergangenen 40 Jahre von Gernstls Reisen Revue passieren ließ und gleichzeitig Blicke hinter die Kulissen der Dokumentarfilmreihe der drei Dokumentarfilmer gab.
Nach Einstellung der Sendereihe Gernstl unterwegs durch den Bayerischen Rundfunk im Dezember 2024 erfolgte die Erstausstrahlung des Kinofilms im BR Fernsehen am 30. Dezember 2024, wodurch die Sendereihe um Franz Xaver Gernstl nach mehr als 42 Jahren endgültig zu Ende ging.

## Erkennungszeichen

### Musik
Viele Folgen der Reihe Gernstl unterwegs sind mit den Liedern Steig ein, Noch in der Umlaufbahn oder Pfeif drauf von Haindling unterlegt. In anderen Folgen wurden Titel von Herbert Pixner und René Aubry verwendet. Der Kinofilm Gernstls Reisen · Auf der Suche nach dem Glück wurde ausschließlich mit Musik von René Aubry unterlegt.

### VW-Bus
Das Erkennungszeichen von Gernstl unterwegs ist ein roter VW-Bus. Anfangs kauften Gernstl und Fischer für ihre Reisen einen grünen Datsun-Bus, aber seit einigen Jahren sind sie in einem roten VW T4 bzw. seit der Reihe Gernstls Deutschlandreise in einem roten VW T5 unterwegs.